# Ruth Arnon

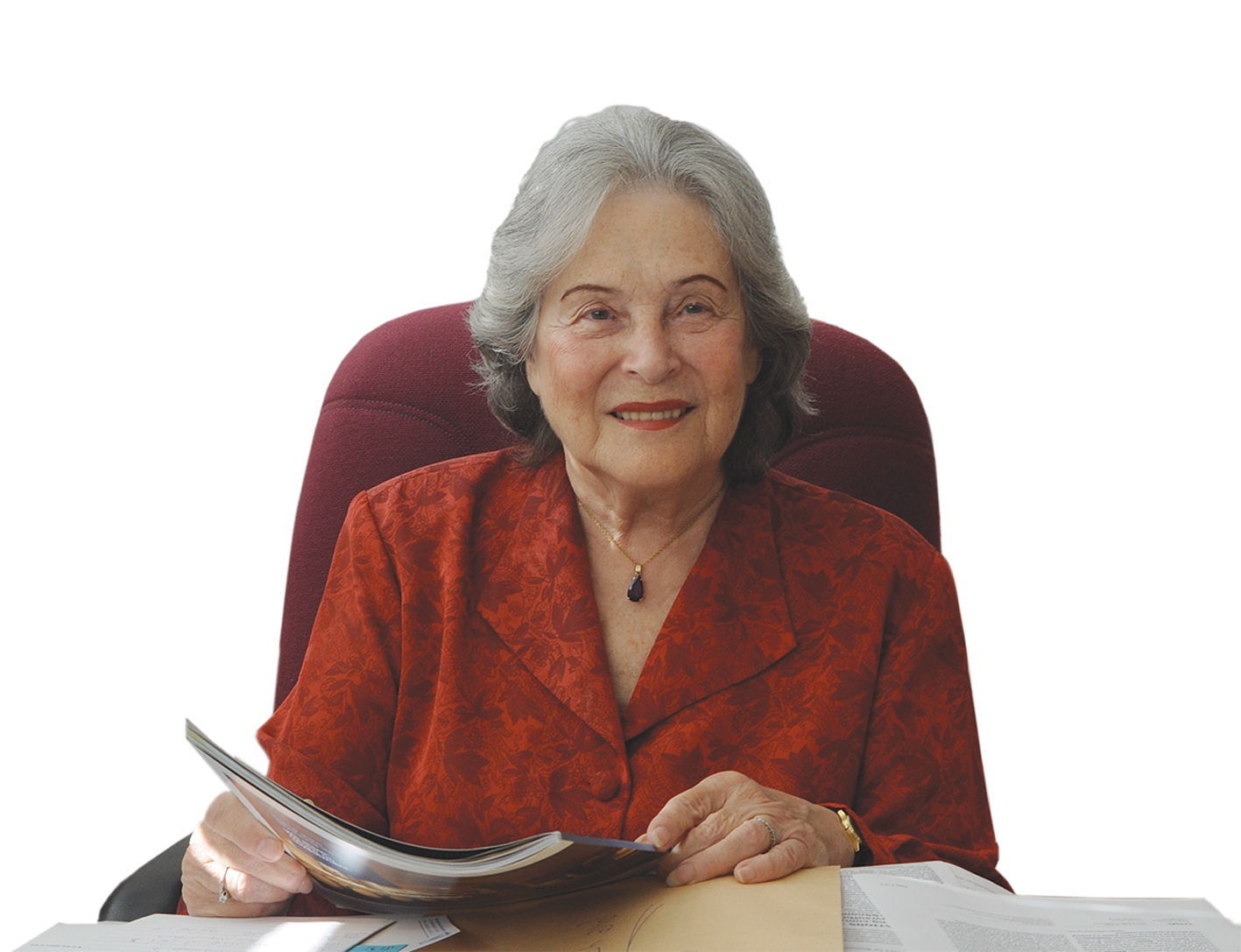
Ruth Arnon

Ruth Arnon (Hebrew: רות ארנון) sinh ngày 1 tháng 6 năm 1933 là nhà hóa sinh người Israel và là người đồng khám phá ra Glatiramer axetat (dùng bào chế thuốc Copaxone) trị bệnh đa xơ cứng (multiple sclerosis). Hiện nay bà làm giáo sư miễn dịch học tại Học viện Khoa học Weizmann.

## Cuộc đời và Sự nghiệp
Ruth Rosenberg sinh tại Tel Aviv, con của Alexander Rosenberg và Sarah Perlman. Ông bà ngoại của bà từ Nga nhập cư vào Palestine trong thập niên 1880. Bà tốt nghiệp trung học ở "Trường trung học Hebrew Herzliya". Sau đó bà vào học Hóa học ở Đại học Hebrew của Jerusalem. Một năm sau, bà theo một chương trình học đại học đặc biệt, cho phép bà vừa học vừa huấn luyện quân sự trong mùa hè. Năm 1955, sau khi đậu bằng thạc sĩ, bà gia nhập Các lực lượng Phòng vệ Israel làm sĩ quan trong 2 năm.
Sau đó bà nghiên cứu để lấy bằng tiến sĩ ở Học viện Khoa học Weizmann (tại Rehovot) dưới sự hướng dẫn của Michael Sela và trở thành sinh viên tiến sĩ đầu tiên của Sela năm 1957. Hai thầy trò có mối quan hệ mật thiết, làm việc chung và cùng xuất bản trên 100 bài và sách khoa học chung. Sela làm chủ tịch Học viện này từ năm 1975 tới 1985 còn Arnon làm phó chủ tịch từ năm 1988 tới 1993.
Trong thời gian làm việc chung, họ đã thành công trong việc tổng hợp nhân tạo lần đầu ở phòng thí nghiệm một chất đánh thức hệ miễn dịch của cơ thể: Glatiramer axetat một kháng thể tổng hợp nhân tạo đầu tiên. Cùng với Devorah Teitelbaum - một sinh viên tiến sĩ khác - họ đã khám phá ra là chất tổng hợp sản xuất ở phòng thí nghiệm của họ có thể chặn một bệnh ở động vật được dùng làm mô hình cho bệnh đa xơ cứng (multiple sclerosis). Gần 30 năm nghiên cứu và thí nghiệm từ khi phát hiện, chất Glatiramer axetat mới được chuẩn y để bào chế thành thuốc Copaxone®, loại thuốc chính để chữa trị bệnh đa xơ cứng. Thuốc Copaxone được coi là một trong những thành công lớn nhất của công nghệ dược phẩm Israel. Arnon cũng phát minh một vaccine tổng hợp nhân tạo chống cảm cúm nhỏ vào mũi, được trông đợi là hữu hiệu đối với virus cảm cúm.
Arnon đã làm nhà khoa học thỉnh giảng ở Đại học Rockefeller (New York), Đại học Washington (Seattle), Đại học California tại Los Angeles, Viện Pasteur (Paris); Viện nghiên cứu Y học Walter và Eliza (Melbourne), Trung tâm nghiên cứu Ung thư Vương quốc Anh (London), Viện Curie (Paris).

## Đời tư
Bà kết hôn với Uriel Arnon, một kỹ sư.Họ có hai người con: Michal (sinh 1957) và Yoram (sinh 1961).

## Giải thưởng và Vinh dự
- 1979: Giải Robert Koch (Đức)
- 1986: Giải Jimenez Diaz (Tây Ban Nha)
- 1990: Viện sĩ Viện hàn lâm Khoa học và Khoa học Nhân văn Israel
- 1991: Hadassah Women of Distinction Award
- 1994: Bắc Đẩu Bội tinh (hạng chevalier) (Pháp)
- 1998:Giải Wolf về Y học (chung với Michael Sela, cho "những phát hiện chủ yếu trong lãnh vực miễn dịch học".[2]
- 1998: Giải Rothschild về Khoa học đời sống.[3]
- 2001: Giải Israel về Y học.[4][5]
- 2011: Tiến sĩ danh dự của Đại học Tel Aviv.[6]